# Ložnica (Savinja)
Ložníca je reka v Sloveniji. Dolga je 26 km in njeno porečje zajema 141 km².
Je levi pritok Savinje v Celju, kjer se malo pred tem zlije s Koprivnico. Ob njenem izlivu ima sedež kajakaški klub NIVO Celje, ki je v letu 2006 zaradi hudega požara utrpelo ogromno škode. Predel ob Nivojski čolnarni, Špica je postalo priljubljeno zbirališče Celjanov.

## Zavarovano območje
Od leta 1998 je območje reke Ložnice s poplavnim območjem zavarovano z odlokom občine Žalec kot naravni spomenik. Velja varstveni režim za geomorfološke površinske, hidrološke, botanične in zoološke naravne vrednote. Obseg zavarovanega območja je cca. 90 ha.